# رود شلینا
رود شلینا (انگلیسی: Shlina) یک رودخانه در استان تور کشور روسیه است.